# Bozzolo

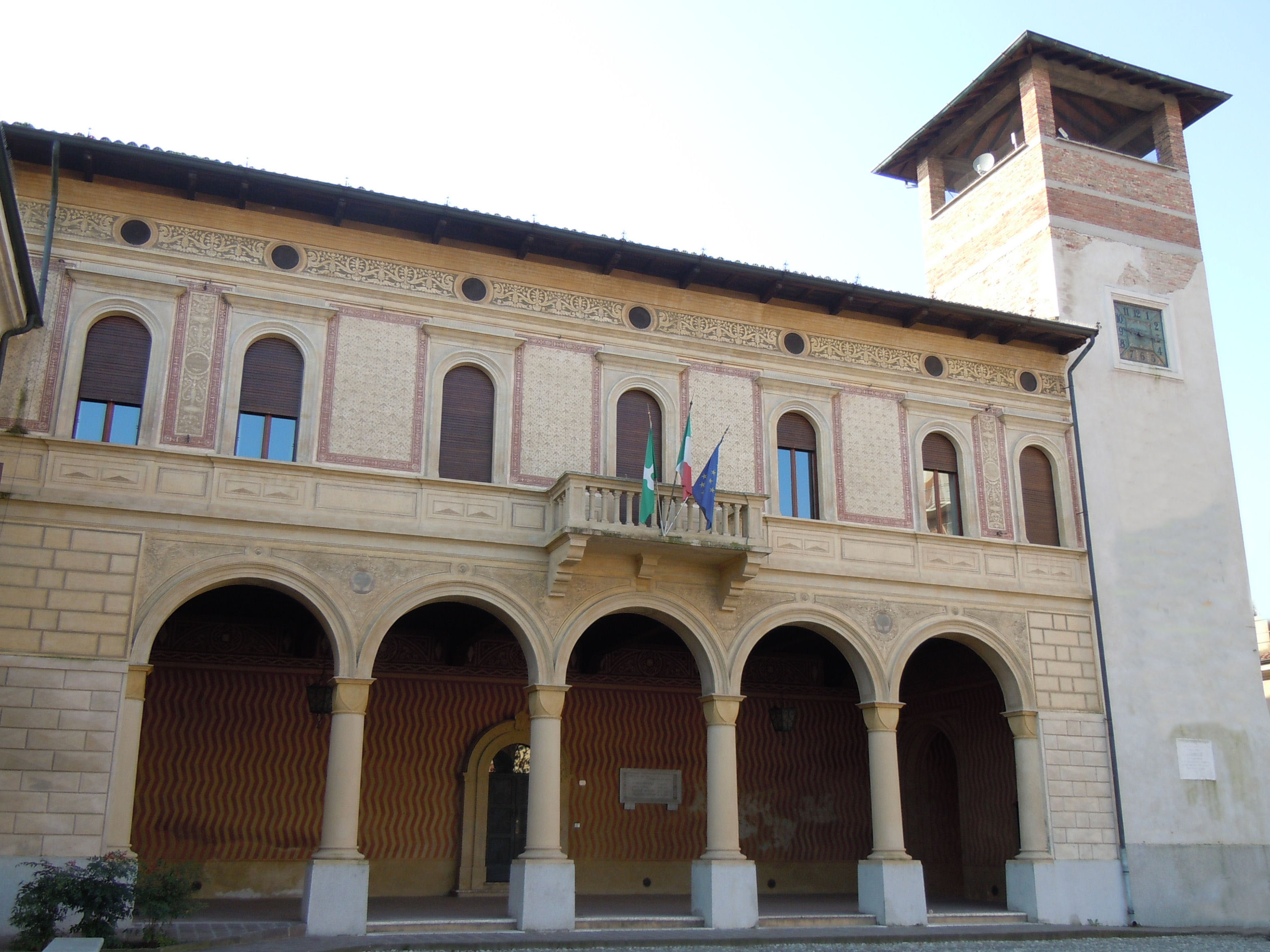
Rathaus von Bozzolo

Bozzolo ist eine italienische Gemeinde mit 4029 Einwohnern (Stand 31. Dezember 2023) in der lombardischen Provinz Mantua. Bozzolo verfügt über einen Bahnhof an der Bahnstrecke Cremona–Mantua.

## Persönlichkeiten
- Ludovico Gonzaga di Sabbioneta (1481–1540), Adliger